# Tour d'Italie 1914
La 6e édition du Tour d'Italie s'est élancée de Milan le 24 mai 1914 et est arrivée à Milan le 7 juin. Pour la première fois, le classement général est établi au temps et non aux points. Seuls 8 coureurs sont parvenus au terme de ce Giro de 8 étapes et 3 160 km, l'Italien Alfonso Calzolari remportant la course.

## Équipes participantes
- Atala
- Bianchi
- Ganna
- Globo
- Maino
- Stucchi
- Indépendant

## Classement général
| Classement général final |                    |
| --- | ------------------ |
| \| 1. Alfonso Calzolari \| 135 h 17 min 56 s \| \| 2. Pierino Albini \| à 1 h 57 min 26 s \| \| 3. Luigi Lucotti \| à 2 h 04 min 23 s \| \| 4. Clemente Canepari \| à 3 h 01 min 12 s \| \| 5. Enrico Sala \| à 3 h 59 min 45 s \| \| 6. Carlo Durando \| à 5 h 12 min 22 s \| \| 7. Ottavio Pratesi \| à 7 h 20 min 58 s \| \| 8. Umberto Ripamonti \| à 17 h 21 min 08 s \| \| 81 partants, 8 classés \| \| |                    |
| 1. Alfonso Calzolari | 135 h 17 min 56 s  |
| 2. Pierino Albini | à 1 h 57 min 26 s  |
| 3. Luigi Lucotti | à 2 h 04 min 23 s  |
| 4. Clemente Canepari | à 3 h 01 min 12 s  |
| 5. Enrico Sala | à 3 h 59 min 45 s  |
| 6. Carlo Durando | à 5 h 12 min 22 s  |
| 7. Ottavio Pratesi | à 7 h 20 min 58 s  |
| 8. Umberto Ripamonti | à 17 h 21 min 08 s |
| 81 partants, 8 classés |                    |

## Étapes
| Étape     | Date     | Villes étapes   | km  | Vainqueur d'étape   | Leader du classement général |
| 1re étape | 24 mai   | Milan – Cuneo   | 420 | Angelo Gremo        | Angelo Gremo                 |
| 2e étape  | 26 mai   | Cuneo – Lucques | 340 | Alfonso Calzolari   | Alfonso Calzolari            |
| 3e étape  | 28 mai   | Lucques - Rome  | 430 | Costante Girardengo | Alfonso Calzolari            |
| 4e étape  | 30 mai   | Rome - Avellino | 365 | Giuseppe Azzini     | Alfonso Calzolari            |
| 5e étape  | 1er juin | Avellino - Bari | 328 | Giuseppe Azzini     | Alfonso Calzolari            |
| 6e étape  | 3 juin   | Bari - L'Aquila | 428 | Luigi Lucotti       | Alfonso Calzolari            |
| 7e étape  | 5 juin   | L'Aquila - Lugo | 429 | Pierino Albini      | Alfonso Calzolari            |
| 8e étape  | 7 juin   | Lugo - Milan    | 420 | Pierino Albini      | Alfonso Calzolari            |

## Sources
- (nl) Cet article est partiellement ou en totalité issu de l’article de Wikipédia en néerlandais intitulé « Ronde van Italië 1914 » (voir la liste des auteurs).